# Decanaat Schieland
Het decanaat Schieland was een tot het aartsdiakonaat van de Dom behorend decanaat van het middeleeuwse bisdom Utrecht.
Oorspronkelijk hoorde het gebied van het latere decanaat Schieland tot het decanaat Zuid-Holland met als centrum Dordrecht. In een overzicht van 1280 werd het decanaat nog niet vermeld. De eerste vermelding was in 1315. De vorming van een afzonderlijk decanaat hangt samen met de opkomst van de steden Schiedam en Rotterdam. In dezelfde periode werden ook het hoogheemraadschap Schieland en het baljuwschap Schieland gesticht.
Bij de vorming van het decanaat bestond het uit de volgende elf parochies:
- De parochie Vlaardingen met de dochterparochies Ketel, Overschie en Schiedam. Verder de parochie Berkel als dochterparochie van Overschie. Ook de parochie Delfshaven-Schoonderlo behoorde tot deze groep.
- De parochie Hilligersberg met de dochterparochies Bleiswijk, Zevenhuizen, Kralingen en Rotterdam.

In het begin van de veertiende eeuw werd de parochie IJsselmonde naar het decanaat overgeheveld en ten slotte voor 1467 nog de parochies Rhoon en Charlois. Hiermee was het aantal parochies op veertien gekomen.